# Jacques Arcadelt
Jacques Arcadelt, también llamado Jacob Arcadelt, (Namur, 10 de agosto de 1507 - París, 14 de octubre de 1568) fue un compositor francoflamenco, especialmente de madrigales y chansons.

## Biografía
Jacques Arcadelt nació en 1505 y fue bautizado el 10 de agosto de 1507 en Namur. Hijo de Gerard Fayl dele Arche d'Elte, un maestro de forja y fabricante de armas en Haltinne, un poco al este de Namur...
En 1515, apareció entre los coros instruidos por Alexandre de Clèves, maestro de música de la  colegiata de Saint-Pierre-au-Château, entre los que se encuentra también Pierre Certon. Ese mismo año es recompensado con otros cantantes por dos eventos organizados por la ciudad.
Uno todavía encuentra su rastro, siempre bajo el nombre de Jacobus de Arca d'Elta, desde 1516 hasta 1519, como hijo de coro, bajo el control de la colegiada Saint-Aubain, bajo la dirección del maestro de música. Lambert Masson luego de 1519 a 1524 en la casa del maestro Charles de Nicquet, maestro de la gran escuela, y fue visto nuevamente en diciembre de 1526, durante las festividades ofrecidas para celebrar una victoria militar. Quizás se benefició de las relaciones internacionales de su padre, que trataba con compradores de armas; tal vez fue visto y llevado por un noble o un notable que quería adjuntar sus servicios; Aun así, se va a Italia, poco después de cumplir 19 años.No se
Las primeras composiciones de su propia mano muestran que debe haber estado en Italia desde finales de los años 1520; su presencia en Florencia también se atestigua desde 1534 como compositor de madrigales y en 1535 cuando está al servicio del duque Alexander de Medici. Parece que también estuvo vinculado a Roberto Pucci, un amigo íntimo de los Medici que alternó estancias en Roma y Florencia y que se estableció en Roma después de ser nombrado cardenal en 1537.
Después del asesinato del duque Alexander en 1537, Arcadelt se mudó a Roma. Su presencia está atestiguada en 1538 por una composición hecha para la boda de Margaret de Austria (viuda de Duke Alexander) y Octave Farnese. Se supone que es Jacobus flandrus quien ingresa en Cappella Giulia en 1539. En cualquier caso, es admitido a fines de 1540 en la Capilla Sixtina como maestro de niños (probablemente protegido por el Papa Pablo III, un farnés). Permaneció en esta posición hasta el verano de 1551, cuando regresó a Francia (sin embargo, un viaje a Francia en 1547).
Entre 1538 y 1544, el impresor veneciano Antonio Gardano publica cinco libros de sus madrigales, que tienen un éxito considerable y que a menudo se reeditan.
La muerte de Pablo III en 1549 fue quizás la ocasión para que Arcadelt buscara un nuevo trabajo. Regresó a Francia en 1552 como maestro de coro al cardenal Charles de Lorraine, un miembro influyente de la corte francesa. El título se refiere en primer lugar a su calidad como músico del rey: es cantor de la Cámara del Rey entre 1556 y 1560, con un salario anual de 200 lt (libros de torneos). Como tal, fue recompensado con canonicates (también se adjuntaron las prebendas del canon).
Durante este período, muchas de sus obras aparecen entre los impresores Adrian Le Roy y Robert Ballard: melodías y canciones esencialmente, pero también Misas, Lamentaciones y un Magnificat.
Arcadelt murió el 14 de octubre de 1568, probablemente en París. Fue reemplazado por Jean Durantel como presidente de la Cámara de Representantes.
Se conoce poco de su juventud. Probablemente nació en Lieja, y se sabe que estuvo en Roma alrededor de 1539, época en que fue miembro de la Capilla Juliana. Muy poco después ingresó a la Capilla Sixtina, donde es nombrado "magister puerorum" (Maestro del coro de niños), y luego es promovido a Maestro de Coro. Durante ese tiempo, publicó cuatro de sus seis libros de madrigales para cuatro voces. Alrededor de 1553, volvió a Francia, donde pasó el resto de su vida. En 1557 publicó un libro de misas, dedicado a su patrón, Charles de Guise, cardenal de Lorena, de quien Arcadelt fuera Maestro de Capilla.
El estilo de Arcadelt es refinado, puro, melodioso y simple, y su música fue inmensamente popular en Italia y Francia por más de cien años. Su primer libro de madrigales fue reimpreso 34 veces, un récord espectacular para la época. Otra medida de su popularidad fue la frecuencia con que piezas anónimas le eran atribuidas. Posiblemente tal popularidad se debió a su gusto por capturar el espíritu musical italiano y unirlo con la perfección técnica del estilo armónico y polifónico franco-flamenco. Adicionalmente, escribió canciones pegadizas y fáciles de cantar. 
Su más famoso madrigal es el delicioso Il bianco e dolce cigno (El blanco y dulce cisne), que es notable por su claro fraseo, exquisita cantabilidad y uso inteligente de las repeticiones. El estilo de este madrigal influyó en las siguientes generaciones de compositores madrigalistas, incluyendo a Palestrina.
Arcadelt publicó un total de 24 motetes , tres libros de música de misas, 126 chansons francesas y más de 200 madrigales. También se le atribuye un famoso Ave Maria.

## Media
Archivo de audio "ARCADELT Io dicho che fraçais noi.mid" no encontrado

## Discografía
- Lo canterei d'Amor - Cyprien de Rore, Andrea Gabrieli, Jacques Arcadelt, Varios - Paolo Pandolfo con el Ensemble di viole Labyrinto -  Harmonia Mundi HMC 905234 - 1996 - 58:31 min.
- Ronsard et les Neerlandais - Roland de Lassus, Jacques Arcadelt, Jean de Castro, Jan Peterszoon Sweelinck - Egidius Kwartet - Maria Luz Álvarez ETCETERA KTC1254 -  2001 - 51:45 min.
- Songs from Rennaisance Gardens - Clement Janequin, Constanzo Festa, Jacques Arcadelt, Josquin Des Pres, Nicolas Vallet, Luca Marenzio - 	Kveta Ciznerová -Música Fresca - Divox CDX 79804 - 1997 - 66:34 min.